# SummerSlam 2013
SummerSlam 2013 was een professioneel worstel-pay-per-viewevenement, dat georganiseerd werd door de WWE. Dit evenement was de 26e editie van SummerSlam en vond plaats in de Staples Center in Los Angeles op 18 augustus 2013.

## Achtergrond
Tijdens de SmackDown-aflevering op 2 augustus 2013, won Christian de Triple Threat match van Randy Orton en Rob Van Dam voor een World Heavyweight Championship-wedstrijd tegen kampioen Alberto Del Rio op dit evenement.

## Wedstrijden
| Nr.                                                                          | Match | Winnaar(s)                                    |
| ---------------------------------------------------------------------------- | --- | --------------------------------------------- |
| PS                                                                           | Dean Ambrose (c) vs. Rob Van Dam in een een-op-eenmatch voor het United States Championship                               | Rob Van Dam; diskwalificatie Dean Ambrose (c) |
| 1                                                                            | Kane vs. Bray Wyatt (met Luke Harper & Erick Rowan) in een Ring of Fire match                                             | Bray Wyatt                                    |
| 2                                                                            | Cody Rhodes vs. Damien Sandow in een een-op-eenmatch                                                                      | Cody Rhodes                                   |
| 3                                                                            | Alberto Del Rio (c) vs. Christian in een een-op-eenmatch voor het WWE World Heavyweight Championship                      | Alberto Del Rio (c)                           |
| 4                                                                            | Natalya (met The Funkadactyls) vs. Brie Bella (met Eva Marie & Nikki Bella) in een een-op-eenmatch                        | Natalya                                       |
| 5                                                                            | CM Punk vs. Brock Lesnar (met Paul Heyman) in een No Disqualification match                                               | Brock Lesnar                                  |
| 6                                                                            | Dolph Ziggler & Kaitlyn vs. Big E Langston & AJ Lee in een mixed tag team match                                           | Dolph Ziggler & Kaitlyn                       |
| 7                                                                            | John Cena (c) vs. Daniel Bryan in een een-op-eenmatch voor het WWE Championship met Triple H als special guest referee    | Daniel Bryan (nc)                             |
| 8                                                                            | Daniel Bryan (c) vs. Randy Orton1 in een een-op-eenmatch voor het WWE Championship met Triple H als special guest referee | Randy Orton (nc)                              |
| (c) huidige kampioen voor en na de match \| (nc) nieuwe kampioen na de match | |                                               |

1Randy Orton leverde zijn "Money in the Bank"-koffer in voor een WWE Championship-wedstrijd.